# Dobino (Połczyn-Zdrój)
Dobino (deutsch Althütten oder Alt Hütten, Kr. Belgard) ist ein Dorf in der polnischen Woiwodschaft Westpommern. Es gehört zur Landgemeinde Połczyn-Zdrój (Bad Polzin) im Powiat Świdwiński.

## Geographie
Dobino liegt acht Kilometer südlich von Połczyn-Zdrój an einer Nebenstraße zwischen Toporzyk (Bramstädt) und Bronowo (Brunow). Dobino war bis 1991  Bahnstation an der Bahnstrecke Połczyn-Zdrój – Złocieniec (Falkenburg).

## Geschichte
Althütten war bis 1945 mit Klockow (heute polnisch: Kłokowo) und Rohberg ein Vorwerk der Gemeinde Bramstädt. Einige Zeit war der Ort Sitz eines Rittergutes, das im 19. Jahrhundert häufig wechselnde Besitzer (u. a. Familie Rohlwes, Hermann Gottschalk) aufwies.
Das Dorf war schon immer mit der Gemeinde Bramstädt eng verbunden: Bramstädt war Amts- und Standesamtsbezirk, Polizeistation und – seit 1898 – auch Kirchdorf. Amtsgerichtsbezirk war Bad Polzin.
Diese Verbindung hält auch heute noch zwischen Dobino und Toporzyk innerhalb der Landgemeinde (Gmina wiejska) Połczyn-Zdrój an.